# Малые Киклады
Ма́лые Кикла́ды — группа небольших островов, лежащая к югу от острова Наксос в Эгейском море, часть архипелага Киклады.
Крупнейшие из Малых Киклад — Донуса, Ираклия, Керос, Куфониси и Схинуса.